# Мозалевская, Любовь Ивановна
Любовь Ивановна Мозалевская (25 января 1903 — 18 июля 1964) — советская актриса, режиссёр Белорусского театра им. Якуба Коласа (1946—1951), организатор и первый главный режиссёр Белорусского театра юного зрителя. Заслуженный деятель искусств Белорусской ССР (1957).

## Биография
Родилась в 1903 году в имении своего отца Ковшово (ныне Мостовского района Гродненской области Белоруссии).
Училась дома у частного учителя, затем в приходской школе в Скиделе, в 1918 году окончила Мариинскую женскую гимназию в Гродно.
В годы Гражданской войны добровольно вступила в ряды Красной Армии. Работала сотрудником по ликвидации неграмотности красноармейцев, организатором художественной самодеятельности.
После войны училась в Белорусской драматической студии при МХАТ в Москве, которую окончила в 1926 году.
В 1926—1930 годах — актриса Белорусского театра им. Якуба Коласа.
В 1930—1936 годах — в Ленинграде на киностудии «Советская Беларусь», снялась в нескольких фильмах.
Во время Великой Отечественной войны была в составе фронтовой концертной бригады Большого драматического театра.
После войны окончила отделение усовершенствования режиссёров Государственного театрального искусства имени А. В. Луначарского (ГИТИС) в Москве.
В 1946—1951 годах — режиссёр Белорусского театра им. Якуба Коласа.
В 1952—1955 годах — режиссер-постановщик Белорусского театра им. Янки Купалы.
Одновременно в 1953—1959 годах преподавала в Белорусском театрально-художественном институте.
Организатор в 1955—1961 годах, а в 1963—1964 годах — главный режиссёр Белорусского республиканского театра юного зрителя, труппа которого состояла в основном из выпускников её курса.
Умерла в 1964 году.

## Роли в кино
- 1932 — Женщина — Ульяна
- 1932 — Боям навстречу — Марфа
- 1932 — Счастье
- 1934 — Золотые огни — Волчиха
- 1935 — Инженер Гоф — председатель колхоза
- 1938 — Одиннадцатое июля — крестьянка с коровой
- 1954 — Дети партизана — бабушка Ганна

Выразительные внешние данные актрисы: высокий рост, несколько угловатая фигура, черты лица резкие, крупные, прямой, открытый взгляд — все это, разумеется, помогало Мозалевской воплощать перед кинокамерой женщин из народа, простых, бесхитростных, ясных. Она обладала завидным умением глубоко раскрывать человеческое содержание, внутренний строй, мысли и чувства. Она не «демонстрировала мастерство», она жила в образе так, как будто по счастливой случайности ей наконец-то удалось сыграть самою себя.— Экран и культурное наследие Белоруссии, 2011 год

## Семья
Муж — Народный артист СССР Павел Степанович Молчанов.

## Память

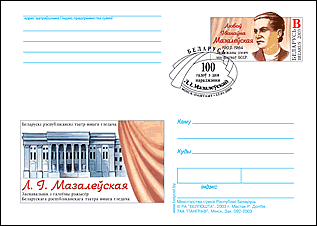
Почтовая карточка к 100-летию Л. И. Мозалевской

С 1992 года присуждается премия её имени в области театрального искусства.
В 2003 году в почтовые обращение введена почтовая карточка с оригинальной маркой, посвященной 100-летию с дня рождения актрисы.